# Feldbahn bei Shanhaiguan
| „Tempel am Meere, von den deutschen Truppen besetzt. 4 km von Shanhaikuan“. Foto: Oktober 1900 bis Juli 1902. Loren auf der Feldbahn. Foto: Ernest Baggs (1898–1968), um 1935 |                     |                                                 |                                                 |
| Streckenlänge: | 4 km                |                                                 |                                                 |
| Spurweite: | 600 mm (Schmalspur) |                                                 |                                                 |
| |                     |                                                 |                                                 |
| \| \| \| normalspurige Bahnstrecke Tianjin-Shanhaiguan[3] \| \| \| \| 0 \| Bahnhof Shanhaiguan \| Bahnhof Shanhaiguan \| \| \| \| Westlicher Tempel später Fort Waldersee genannt \| \| \| \| 4 \| Östlicher Tempel später Fort Preussen genannt \| Östlicher Tempel später Fort Preussen genannt \| |                     |                                                 |                                                 |
| Bahnhof quer |                     | normalspurige Bahnstrecke Tianjin-Shanhaiguan   | normalspurige Bahnstrecke Tianjin-Shanhaiguan   |
| Kopfbahnhof Streckenanfang (Strecke außer Betrieb) | 0                   | Bahnhof Shanhaiguan                             | Bahnhof Shanhaiguan                             |
| Haltepunkt / Haltestelle (Strecke außer Betrieb) |                     | Westlicher Tempel später Fort Waldersee genannt | Westlicher Tempel später Fort Waldersee genannt |
| Kopfbahnhof Streckenende (Strecke außer Betrieb) | 4                   | Östlicher Tempel später Fort Preussen genannt   | Östlicher Tempel später Fort Preussen genannt   |

Die Feldbahn bei Shanhaiguan (deutsch auch Feldbahn bei Schanhaikwan) war eine 4 km lange Feldbahn mit einer Spurweite von 600 mm bei Shanhaiguan, einem Stadtbezirk von Qinhuangdao in China, in der Nähe der Stelle, an der das östliche Ende der Chinesischen Mauer am Alten Drachenkopf (老龙头) ins Meer hineinragt.

## Geschichte
Die Feldbahn wurde 1900 von deutschen Streitkräften während der Niederschlagung des Boxeraufstandes durch die vereinigten acht Staaten im Chinesischen Kaiserreich verlegt und bis mindestens 1903 militärisch genutzt. Das 1. Bataillon des 2. Ostasiatischen Infanterie-Regiments bestand aus vier sächsischen Kompanien. Es kam im Oktober 1900 mit dem Truppentransportschiff Strassburg nach Shanhaiguan, um nach internationaler Vereinbarung hier zwei Forts und zwei Tempel militärisch zu nutzen, die zuvor bereits von den Truppen des chinesischen Generals Yieh geräumt worden waren, so dass sie kampflos übernommen werden konnten, woraufhin die beiden Tempel provisorisch als Offizierswohnungen und Mannschaftsunterkünfte eingerichtet wurden.
Die sogenannten „Feldbahnlowries“ oder „Trolleys“ wurden von amerikanischen Maultieren gezogen und dienten hauptsächlich zum Transport von Verpflegung und Proviant sowie von Baumaterial. Im Juni 1901 besichtigte Generalfeldmarschall Graf Alfred von Waldersee das deutsche Lager, woraufhin einer der Tempel Fort Waldersee genannt wurde. Nach dem Abzug der deutschen Truppen wurde die Feldbahn von den Briten noch bis in die 1930er Jahre als Pferdebahn genutzt.